# Гиопсодусы
Гиопсодусы (лат. Hyopsodus, от др.-греч. ὑο- +ὄψις +ὀδούς — с зубами, похожими на свиные; буквально: свинобразуб) — род вымерших млекопитающих из семейства Hyopsodontidae клады Artiodactylamorpha, живших в позднем эоцене. Мелкое млекопитающее с длиной черепа около 6 см. Ископаемые остатки представителей этого рода обнаружены на территории Северной Америки, в особенности в регионе бассейна Бигхорн в северно-центральной части американского штата Вайоминг.
По строению тела напоминал современных куниц.